# Dirkališčno kolesarstvo
Velodrom je športni objekt, namenjen dirkališčnemu kolesarstvu po nagnjeni progi, pri čemer kolesarji dosegajo izredno visoke hitrosti. Dirkališčno kolesarstvo se je po svetu razvijalo skupaj s cestnim kolesarstvom. Prvo svetovno prvenstvo v dirkališčnem kolesarstvu je bilo že leta 1893 v Chicagu, Illinois, ZDA, torej kar 28 let pred prvim svetovnim prvenstvom v cestnem kolesarstvu leta 1921. Tekmovanja v dirkališčnem kolesarstvu so na sporedu olimpijskih iger že od prvega tovrstnega srečanja moderne dobe leta 1896 v Atenah, Grčija. 
Moderni velodromi sestojijo iz dveh 180 stopinjskih nagnjenih odvojev in dveh ravninskih odsekov, ki nista vedno brez naklona. Dolžine standardnih velodromov dosegajo dolžine od 150 do 500 metrov, pri čemer so olimpijski dolgi najmanj 250 metrov; dolžina 333.3 metra je najbolj priljubljena. Velodromi so lahko notranji oziroma zaprtega tipa ali zunanji. V Sloveniji je edini (odprti) velodrom v Češči vasi pri Novem mestu, zgrajen je bil za potrebe mladinskega svetovnega prvenstva v kolesarstvu leta 1996.

## Velodromske discipline
Na svetovnih pokalih, svetovnih prvenstvih in olimpijskih igrah se tekmuje v 12 disciplinah - 8 moških in 4 ženskih. Discipline se delijo na šprinterske (šprint, vožnja na čas, olimpijski šprint, keirin) in vzdržljivostne (posamična in ekipna zasledovalna vožnja, dirka na točke, madison).

### Šprint (moški, ženske)
Pri šprintu dva do štirje tekmovalci štartajo istočasno, dirka je dolga tri kroge, tekmovalci pa bolj kot proti času tekmujejo eden proti drugemu. Čeprav jim zadnjih 200 metrov merijo čas, je zmagovalec tisti, ki prvi pripelje čez ciljno črto, ne glede na čas. Tekmuje se po sistemu izločanja. Tekmovalci torej napredujejo od šprinta do šprinta. V finalu se dva najboljša kolesarja pomerita v treh šprintih, tisti, ki osvoji dve zmagi, je skupni zmagovalec. Šprint je za mnoge najbolj zanimiva disciplina. Veliko je taktiziranja in spogledovanja z nasprotnikom. Lahko pride tudi do t. i. track stand-a, torej do situacije, ko se kolesar povsem ustavi. Seveda ne sestopi, ampak obdrži ravnotežje in prisili nasprotnika, da prevzame vodstvo. Potem se lahko v zavetrju vleče za nasprotnikom. Zaradi manjšega zračnega upora prihrani nekaj moči, kar lahko zadostuje za končno zmago, ko zapelje iz zavetrja in poskuša prehiteti nasprotnika.

### Vožnja na čas (moški 1000 m, ženske 500 m)
Vožnji na čas pravimo tudi dirka resnice. Dirka za moške je dolga 4 kroge (1000 m), za ženske pa 2 kroga (500 m). Štarta se stoje iz štartne naprave. Zmaga tekmovalec, ki doseže najboljši čas. Ta se zaradi izredne izenačenosti meri na tisočinko sekunde natančno.

### Olimpijski šprint (moški)
To mlado disciplino, mešanico zasledovalne vožnje in šprinta, so prvič predstavili na Olimpijskih igrah leta 1996 v Atlanti, ZDA. Tekmujeta dve ekipi, vsaka je sestavljena iz treh tekmovalcev. Člani ekipe so na štartni črti eden zraven drugega, takoj po sodniškem strelu pa se zaženejo in poravnajo v kolono. Po prvem krogu se prvi iz vrste odmakne in v tem trenutku je svojo nalogo že opravil. Po drugem krogu enako stori še drugi tekmovalec, v cilj pa pripelje le tretji kolesar. Seveda zmaga hitrejša ekipa.

### Keirin (moški)
Disciplino so razvili po drugi svetovni vojni na Japonskem, kjer je to nacionalen šport. V njem se obrača veliko denarja, tekmovalci pa so pravi zvezdniki. Na tekmah lahko gledalci stavijo na kolesarje podobno kot pri konjskih dirkah. Tekmeci se razvrstijo po širini proge, potem pa prvih 6 krogov vozijo za motorjem, ki se imenuje Derny. Motor počasi pospešuje in dviguje tempo. Tekmovalci v teh krogih menjajo položaje in si trudijo zagotoviti čim boljše izhodišče za zadnja dva kroga. Na začetku predzadnjega kroga se namreč motor odpelje s proge in dirka se zares začne. Zmagovalec je tisti, ki prvi zapelje čez ciljno črto ne da bi prekršil katerega izmed pravil.

### Zasledovalna vožnja - posamezniki (moški 4000 m, ženske 3000 m)
Nasprotnika istočasno štartata vsak na svoji strani proge, potem pa se preganjata po velodromu. Če en kolesar ujame drugega, je zmagal in dirke je konec, četudi še nista prevozila celotne razdalje. Sicer je zmagovalec tisti, ki prvi prevozi celotno razdaljo.

### Zasledovalna vožnja - ekipno (moški 4000 m)
V ekipni zasledovalni vožnji namesto dveh kolesarjev tekmujeta dve ekipi. Vsaka ekipa je sestavljena iz štirih mož, ki vozijo v koloni, eden za drugim. V vodstvu se redno menjujejo. Prvi gre na konec kolone po vsakem krogu. Pri menjavi vodstva se kolesar v ovinku zapelje po bandi navzgor in spusti sotekmovalce mimo, potem pa se jim pridruži na koncu. Čez cilj morajo priti samo trije tekmovalci, saj se skupni čas meri, ko tretji kolesar prevozi ciljno črto.

### Dirka na točke (moški 40 km, ženske 24 km)
Dirka na točke zahteva vse sposobnosti vrhunskih kolesarjev: hitrost, tehniko, vzdržljivost in včasih se vsaj tako zdi, tudi diplomo iz matematike. Kolesarji vsakih 8 krogov (2 km) šprintajo za točke, zmagovalec dobi 5 točk, drugouvrščeni 3 točke, tretji 2 in četrti 1. Pri zadnjem šprintu se točke štejejo dvojno. Če kateri izmed tekmovalcev prehiti vse ostale za en krog, avtomatično prevzame vodstvo, ne glede na število točk. Če imajo na koncu dva ali več tekmovalcev enako število krogov in točk, je zmagovalec tisti, ki je zmagal več šprintov.

### Madison (moški)
Ta kraljeva disciplina je dobila ime po dvorani Madison Square Gardens v New Yorku, ZDA. Ekipa je sestavljena iz dveh kolesarjev, eden vozi, drugi pa medtem počiva. Potem, ko prvi enega ali dva kroga prevozi s polno hitrostjo, se zapelje na zunanji rob steze in zamenja ga drugi. Med menjavo tekmovalec, ki dirka, s potegom roke dobesedno izstreli sotekmovalca v dirko. To je ključni del tekmovanja, saj lahko odloča o zmagi ali porazu. Slab poteg je lahko vzrok za izgubo hitrosti in s tem dragocenega časa. O zmagovalni ekipi se določa podobno kot pri dirki na točke. Cilj je pridobiti čim večjo prednost pred ostalimi ekipami in dobiti čim več točk v šprintih, ki so vsakih 20 krogov (5 km). Dirka je dolga od 20 do 60 km. 

### Šprint v tandemu (moški)
Podoben je običajnemu šprintu, le da dva tekmovalca vozita tandem na razdalji 1500 m (6 krogov). To je ena izmed najhitrejših disciplin.

### Množični štart (moški, ženske)
Vsi tekmovalci (od 24 do 40) štartajo istočasno. Prevoziti morajo enako razdaljo, zmaga pa tisti, ki mu to uspe najhitreje. Pomembno vlogo igrata taktika in timsko delo. Skupina tekmovalcev po navadi prevzame vodstvo in ga poskuša povečati, medtem pa poskušajo ekipni sotekmovalci upočasniti glavnino. Vodilni lahko celo prehitijo glavnino za en krog in potem zopet vozijo v njej.

### Dirka na izpadanje (moški, ženske)
To je ena izmed različic množičnega štarta. Po vsakem krogu se mora zadnji tekmovalec posloviti od dirke. Skupina se postopno zmanjšuje, na koncu pa se za kočno zmago borita le dva kolesarja.

### Vožnja za motorjem (moški)
Disciplina je zelo popularna v Evropi. V njej kolesar vozi v zavetrju za motorjem, ločuje pa ju samo nekaj centimetrov. Zaradi manjšega zračnega upora dosegajo kolesarji precej višje hitrosti kot pri ostalih disciplinah. 